# ماده‌بلوط کوتوله
ماده‌بلوط کوتوله (نام علمی: Allocasuarina pusilla) نام یک گونه از سرده ماده‌بلوط‌ها است.